# Marc Van Montagu
Marc Van Montagu Embaixador(a) da boa vontade da UNIDO (Gent, 10 de novembro de 1933) é um biólogo molecular belga. Em parceria com Jozef Schell descobriu o mecanismo da transferência horizontal de genes entre Agrobacterium tumefaciens e plantas. Desenvolveu em consequência a transformação por Agrobacterium tumefaciens, utilizada atualmente de forma mundial na produção de plantas transgênicas.
Recebeu o Prêmio Charles-Leopold Mayer de 1990, o Prêmio Japão de 1998 e o Prêmio Mundial de Alimentação de 2013. É desde 1991 membro estrangeiro da Academia de Ciências da Rússia.